# Tioga County (New York)
Tioga County je okres ve státě New York ve Spojených státech amerických. K roku 2010 zde žilo 51 125 obyvatel. Správním městem okresu je Owego. Celková rozloha okresu činí 1 355 km².